# Baryšivka
Baryšivka (in ucraino Баришівка?) è un insediamento rurale ucraino (10 294 abitanti) nel distretto di Brovary, nell'oblast' di Kiev. Ospita l'amministrazione della comunità territoriale di Baryšivka, una delle comunità territoriali dell'Ucraina.
Fino al 18 luglio 2024 Baryšivka è stata il centro amministrativo del distretto di Baryšivka, abolito come parte della riforma amministrativa dell'Ucraina, che ha ridotto a sette il numero dei distretti dell'oblast' di Kiev. L'area del distretto di Baryšivka è stata fusa nel distretto di Brovary.
Fino al 26 gennaio 2024 Baryšivka era classificata come insediamento di tipo urbano. Da tale data è entrata in vigore una nuova legge che ha abolito questo status e Baryšivka è stata riclassificata come insediamento rurale,